# 1535

## Esdeveniments

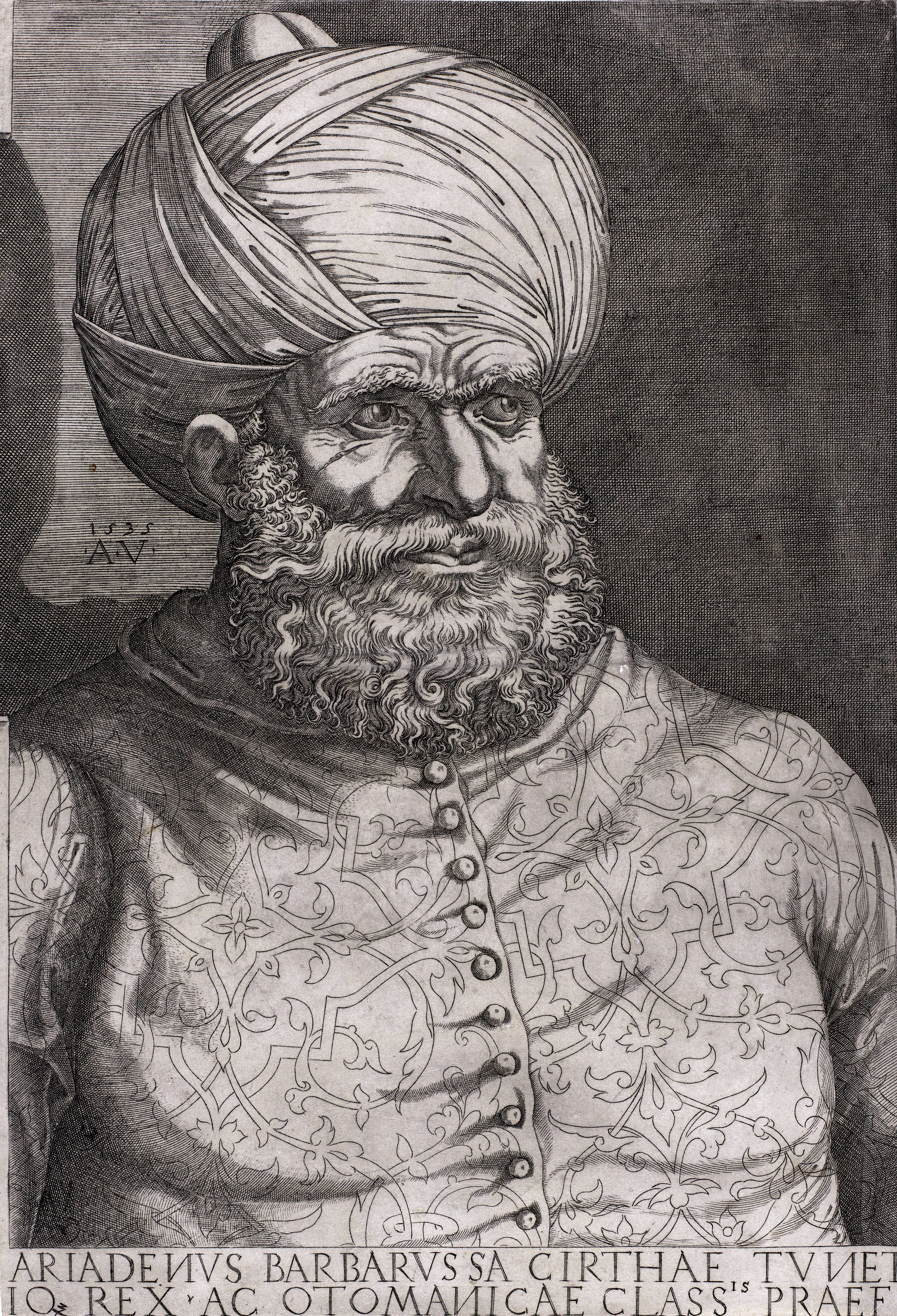
Barba-roja

- 22 de juny: mor executat el bisbe John Fisher, víctima de la seva oposició al rei Enric VIII d'Anglaterra, que volia divorciar-se de Caterina d'Aragó.[1]
- Juny, costa de Barbaria, Imperi Otomà: L'ofensiva conjunta d'un estol sota la direcció de Carles V culmina amb la Jornada de Tunis, en què es pren les ciutats de Tunis i de la Goleta, presa dies abans. Barba-Rossa ha de fugir.
- 18 de desembre: Barba-roja, encapçala el saqueig de Maó, a l'illa de Menorca.[2]

## Naixements
- 31 de maig: Florència: Alessandro di Cristofano di Lorenzo del Bronzino Allori, Alessandro Allori, pintor italià, pertanyent a l'escola florentina (m. 1607).[3]

## Necrològiques
- 18 de febrer - Grenoble, França: Agrippa de Nettesheim, escriptor, filòsof, alquimista, cabalista, metge i ocultista, considera una figura important del feminisme de la seva època (n. 1486).
- 1535 - Londres, Anglaterra: Thomas More, jurista i escriptor anglès (n. 1478).[4]